# Aesalus imanishii
Aesalus imanishii es una especie de coleóptero de la familia Lucanidae.

## Distribución geográfica
Habita en Taiwán.